# Североморск (пункт базирования)
Североморск — пункт базирования Северного флота ВМФ России. Расположен в городе Североморск Мурманской области.
Североморск является местом базирования кораблей и судов 43-й дивизии ракетных кораблей.

## Боевые корабли, базирующиеся на военно-морской базе Североморск
43-я дивизия ракетных кораблей
- «Адмирал Флота Советского Союза Кузнецов» — тяжелый авианесущий крейсер проекта 11435. Бортовой номер 063, в составе флота с 1991 года.
- «Пётр Великий» — тяжёлый атомный ракетный крейсер проекта 11442. Бортовой номер 099, в составе флота с 1998 года.[1]
- «Маршал Устинов» — ракетный крейсер проекта 1164. Бортовой номер 055, в составе флота с 1986 года.[1]
- «Адмирал Ушаков» — эсминец проекта 956. Бортовой номер 474, в составе флота с 1993 года.[1].
- «Адмирал флота Советского Союза Горшков» — фрегат проекта 22350. Бортовой номер 454, в составе флота с 2018 года.
- ««Адмирал флота Касатонов» — фрегат проекта 22350. Бортовой номер 461, в составе флота с 2020 года.

 14-я бригада противолодочных кораблей
- «Североморск» - большой противолодочный корабль проекта 1155.
- «Вице-Адмирал Кулаков» - большой противолодочный корабль проекта 1155.
- «Адмирал Левченко» - большой противолодочный корабль проекта 1155.
- «Адмирал Чабаненко» - большой противолодочный корабль проекта 1155.1.
- «Адмирал Харламов» - большой противолодочный корабль проекта 1155.

81-я бригада судов обеспечения
- «Академик Ковалев» - многоцелевой транспорт вооружения, в составе флота с 2015 года

88-я бригада спасательных судов